# Isaiah Stewart
Isaiah Stewart (Rochester, 22 maggio 2001) è un cestista statunitense di ruolo centro o ala grande, professionista nella NBA con i Detroit Pistons.
Nel 2019 è stato insignito del Naismith Prep Player of the Year.

## Carriera

### High school
Ha frequentato la McQuaid Jesuit High School nei suoi primi due anni all’high school. All’età di 14 anni (freshman), era alto 2,01 m. Nella sua stagione da freshman ha messo a referto 18,5 punti, 12,4 rimbalzi e 3,1 stoppate in media a partita, registrando due partite in back to back da 40 punti, e per questo venne nominato Rochester City Atlantic Player of the Year. Il 2 febbraio 2017 fece ritorno in campo mettendo a segno 35 punti, 14 rimbalzi e 6 stoppate al suo debutto in stagione. Nel suo anno da junior, Steward sì trasferì a La Lumiere School, a La Porte, Indiana. In 19 partite realizza in media 19,8 punti, 11,2 rimbalzi e 2,4 stoppate guidando la squadra a un record di 25-4, conquistandosi il MaxPreps Junior All-American Honorable Mention.  Nella sua stagione da senior in Indiana, mette a referto in media 18,1 punti, 11,3 rimbalzi e 2,9 stoppate guidando la squadra a un record di 30-1. Grazie a queste prestazioni, conquista il Naismith Prep Player of the Year e il Mr. Basketball USA Award. Inoltre ha giocato il McDonald’s All-American Game, il Jordan Brand Classic e il Nike Hoop Summit.

### College
Ha fatto il suo debutto al college contro i Baylor Bears, registrando 15 punti e 7 rimbalzi, incluso il canestro del game-winner. Alla fine della stagione regolare, che conclude con una media di 17 punti, 8,8 rimbalzi e 2 stoppate a partita, viene inserito nel All-Pac 12 First Team e nel Freshman Team. Alla fine della stagione si è dichiarato eleggibile al Draft NBA 2020.

### NBA

#### Detroit Pistons (2020-)
Il 18 novembre 2020, viene scelto alla 16ª chiamata dagli Houston Rockets nel Draft NBA 2020, per poi venire scambiato ai Detroit Pistons.

## Statistiche

### NCAA
| Anno      | Squadra            | PG | PT | MP   | TC%  | 3P%  | TL%  | RP  | AP  | PRP | SP  | PP   |
| --------- | ------------------ | -- | -- | ---- | ---- | ---- | ---- | --- | --- | --- | --- | ---- |
| 2019-2020 | Washington Huskies | 32 | 32 | 32,2 | 57,0 | 25,0 | 77,4 | 8,8 | 0,8 | 0,5 | 2,1 | 17,0 |
| Carriera  | Carriera           | 32 | 32 | 32,2 | 57,0 | 25,0 | 77,4 | 8,8 | 0,8 | 0,5 | 2,1 | 17,0 |

#### Massimi in carriera
- Massimo di punti: 29 vs Arizona (11 marzo 2020)[1]
- Massimo di rimbalzi: 19 vs Oregon (18 gennaio 2020)
- Massimo di assist: 3 (2 volte)
- Massimo di palle rubate: 2 (4 volte)
- Massimo di stoppate: 5 (3 volte)
- Massimo di minuti giocati: 43 vs Oregon (18 gennaio 2020)

### NBA

#### Regular Season
| Anno      | Squadra         | PG  | PT  | MP   | TC%  | 3P%  | TL%  | RP  | AP  | PRP | SP  | PP   |
| --------- | --------------- | --- | --- | ---- | ---- | ---- | ---- | --- | --- | --- | --- | ---- |
| 2020-2021 | Detroit Pistons | 68  | 14  | 21,4 | 55,3 | 33,3 | 69,6 | 6,7 | 0,9 | 0,6 | 1,3 | 7,9  |
| 2021-2022 | Detroit Pistons | 71  | 71  | 25,6 | 51,0 | 32,6 | 71,8 | 8,7 | 1,2 | 0,3 | 1,1 | 8,3  |
| 2022-2023 | Detroit Pistons | 50  | 47  | 28,3 | 44,2 | 32,7 | 73,8 | 8,1 | 1,4 | 0,4 | 0,7 | 11,3 |
| 2023-2024 | Detroit Pistons | 46  | 45  | 30,9 | 48,7 | 38,3 | 75,3 | 6,6 | 1,6 | 0,4 | 0,8 | 10,9 |
| 2024-2025 | Detroit Pistons | 72  | 4   | 19,9 | 55,9 | 32,1 | 75,9 | 5,5 | 1,7 | 0,4 | 1,4 | 6,0  |
| Carriera  | Carriera        | 307 | 181 | 24,6 | 50,7 | 34,5 | 73,3 | 7,1 | 1,3 | 0,4 | 1,1 | 8,6  |

#### Playoffs
| Anno     | Squadra         | PG | PT | MP   | TC%  | 3P% | TL% | RP  | AP  | PRP | SP  | PP  |
| -------- | --------------- | -- | -- | ---- | ---- | --- | --- | --- | --- | --- | --- | --- |
| 2025     | Detroit Pistons | 1  | 0  | 19,0 | 50,0 | -   | -   | 5,0 | 1,0 | 0,0 | 2,0 | 2,0 |
| Carriera | Carriera        | 1  | 0  | 19,0 | 50,0 | -   | -   | 5,0 | 1,0 | 0,0 | 2,0 | 2,0 |

#### Massimi in carriera
- Massimo di punti: 24 vs Golden State Warriors (30 ottobre 2022)[2]
- Massimo di rimbalzi: 21 vs Oklahoma City Thunder (16 aprile 2021)
- Massimo di assist: 6 vs Charlotte Hornets (3 febbraio 2023)
- Massimo di palle rubate: 3 (3 volte)
- Massimo di stoppate: 5 vs Milwaukee Bucks (22 gennaio 2024)
- Massimo di minuti giocati: 41 vs Charlotte Hornets (14 dicembre 2022)

## Palmarès
- NBA All-Rookie Second Team (2021)